# Vestuário da China

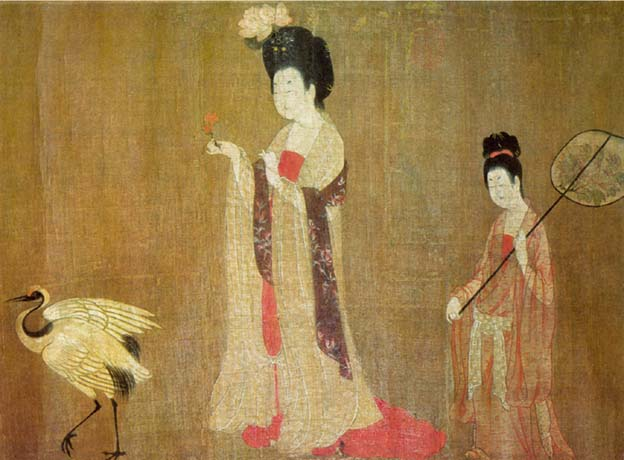
"Belas vestindo flores" por Zhou Fang, Dinastia Tang

O vestuário da China tem variado muito ao longo de diferentes períodos de tempo. Exemplos deles são o kimono que é a base de suas vestimentas. A grande variedade de vestimentas de cada época foram impressas em artefatos, artes e fotos em toda cultura chinesa. Cada período histórico ou social trouxe um novo estilo. Ao contrário de muitas outras culturas, não adotaram o estilo da moda contemporânea até muito mais tarde.